# Straßenlauf-Länderkampf der Männer 1990 BR Deutschland – Frankreich – Niederlande – Schweiz
| 9. Leichtathletik-Länderkampf mit bundesdeutscher Beteiligung 1990                  | 9. Leichtathletik-Länderkampf mit bundesdeutscher Beteiligung 1990 |
| ----------------------------------------------------------------------------------- | ------------------------------------------------------------------ |
|                                                                                     |                                                                    |
| Straßenlaufvergleich der Männer BR Deutschland – Frankreich – Niederlande – Schweiz |                                                                    |
| Austragungsort                                                                      | Kassel                                                             |
| Wettbewerbe                                                                         | 1                                                                  |
| Datum                                                                               | 8. September                                                       |
| 1. NLD 2. FRA 3. FRG 4. SUI                                                         | 5:04:13 h 5:05:56 h 5:07:15 h 5:11:13 h                            |
| Chronik                                                                             |                                                                    |
| ← FRG-GBR-URS 00Mehrkampf (M/F)                                                     | FRG-FRA-NLD-SUI00 Str'lauf (F) →                                   |

Als neunter Vergleich des Länderkampfjahres 1990 wurde am 8. September die traditionelle Begegnung der bundesdeutschen Straßenläufer mit der Schweiz, Frankreich und den Niederlanden ausgetragen. Gastgeber war diesmal die hessische Stadt Kassel. Begonnen hatte diese Vergleichsserie mit den drei Ländern Schweiz, Bundesrepublik Deutschland und Niederlande. Zwischenzeitlich war sie erweitert worden durch die Teilnahme weiterer Nationen, die dann wieder wegfielen. 1982 kam als Teilnehmer noch Frankreich hinzu. Insgesamt dreizehn bundesdeutsche Siege hatte es gegeben. Vier Mal hatte sich die Schweiz durchgesetzt, einen Erfolg hatten die Niederländer zu verzeichnen. Vier Mal hatten die dann nicht mehr beteiligten Italiener gewonnen. Die Begegnungen der Jahre 1985 bis 1987 hatte Frankreich für sich entschieden. 1988 hatten sich noch einmal die Niederländer durchgesetzt, 1989 war Frankreich zum vierten Mal vorn.
Auch die Frauen veranstalten am selben Tag und selben Ort einen Straßenlauf-Länderkampf.

## Modus
Auf dem Programm stand ein Rennen über 25 Kilometer. Gewertet wurden die vier besten Läufer der einzelnen Teams über die Addition ihrer Zeiten. Wie viele Vertreter je Land eingesetzt werden konnten, ist nicht angegeben.
Leider finden sich auch keine Angaben über die komplette Ergebnisliste. Aufgeführt sind die Läufer auf den Plätzen eins bis neun sowie die weiteren bundesdeutschen Sportler.

## Ergebnis
An der Spitze gab es einen niederländischen Doppelerfolg. Es folgten ein Schweizer und zwei Franzosen. Dahinter platzierte sich der beste bundesdeutsche Läufer auf Rang sechs. In der Länderkampfwertung kamen die Niederländer in 5:04:1 h zu ihrem dritten Sieg in dieser Laufserie. Etwas mehr als eineinhalb Minuten dahinter belegte Vorjahressieger Frankreich Rang zwei. Knapp weitere eineinhalb Minuten zurück fanden sich die bundesdeutschen Straßenläufer auf Platz drei wieder. Die Schweiz wurde mit noch einmal knapp vier Minuten Rückstand Vierter.

## Legende
Kurze Übersicht zur Bedeutung der Symbolik – so üblicherweise auch in sonstigen Veröffentlichungen verwendet:
| DNF | nicht im Ziel (did not finish) |

## Resultat

### 25-km-Straßenlauf
| Platz | Athlet                 | Land | Zeit (h) |
| ----- | ---------------------- | ---- | -------- |
| 01    | Tonnie Dirks           | NLD  | 1:15:27  |
| 02    | Bert van Viaanderen    | NLD  | 1:15:31  |
| 03    | Daniel Böltz           | SUI  | 1:15:34  |
| 04    | Roger Rivet            | FRA  | 1:16:08  |
| 05    | Jean-Pierre Pietrement | FRA  | 1:16:12  |
| 06    | Herbert Steffny        | FRG  | 1:16:13  |
| 07    | Jan van Rijthoven      | NLD  | 1:16:16  |
| 08    | Guido Dold             | FRG  | 1:16:18  |
| 09    | Reiner Gutschank       | FRG  | 1:16:35  |
| 000…  |                        |      |          |
| 13    | Alfred Knickenberg     | FRG  | 1:18:09  |
| 19    | Frank Luckmann         | FRG  | 1:18:35  |
| 24    | Thomas Ertl            | FRG  | 1:19:59  |
| DNF   | Markus Pingpank        | FRG  |          |